# Guastatoya
Guastatoya är en departementshuvudort i Guatemala.   Den ligger i departementet Departamento de El Progreso, i den centrala delen av landet, 50 km öster om huvudstaden Guatemala City. Guastatoya ligger 520 meter över havet och antalet invånare är 13 467.
Terrängen runt Guastatoya är lite bergig. Runt Guastatoya är det ganska tätbefolkat, med 75 invånare per kvadratkilometer. Närmaste större samhälle är Sanarate, 14,7 km väster om Guastatoya. I omgivningarna runt Guastatoya växer huvudsakligen savannskog.